# Christopher Fry
Pour les articles homonymes, voir Fry.
Christopher Fry, né le 18 décembre 1907 à Bristol (Gloucestershire) et mort le 30 juin 2005 à Chichester (Sussex), était un dramaturge britannique et un directeur de théâtre. Il fut le dernier écrivain de langue anglaise à avoir du succès avec des pièces en vers.

## Biographie
Christopher Fry naît sous le nom d'Arthur Hammond Harris le 18 décembre 1907 à Bristol, dans le Gloucestershire. Il est le fils d'un prédicateur anglican, Charles John Harris, et de son épouse, Emma Marguerite, née Hammond. Son père meurt lorsqu'il est enfant, et il adopte le nom de famille de sa grand-mère maternelle, Emma Louisa Fry. Il assista pour la première fois à une pièce de théâtre (Peter Pan) lorsqu'il avait cinq ans, à Bedford.
Durant les années 1920, il rencontre son ami de toujours, l'écrivain Robert Gittings.
Il obtint son premier succès en 1938 lorsqu'un pasteur du Sussex lui demanda d'écrire une pièce pour son église (« The boy with a Cart »). Elle attira l'attention de T. S. Eliot qui devint son mentor et son ami.
Pacifiste, il est objecteur de conscience pendant la Deuxième Guerre mondiale et sert dans le Non-Combatant Corps où il est employé à nettoyer les égouts londoniens.
Ses pièces les plus célèbres sont : A Phoenix Too Frequent (1946), The Firstborn (1946), The Lady's Not for Burning (1949), Venus Observed (1950), A Sleep of Prisoners (1951), The Dark is Light Enough (1954) et One Thing More (1986).
À partir des années 1950, certaines de ses pièces furent adaptées, parfois par ses propres soins, au cinéma et à la télévision. Il participa également à la rédaction de scénarios de films bibliques historiques : Ben Hur (1959) de William Wyler, pour lequel il n'est toutefois pas crédité au générique, Barabbas (1962) de Richard Fleischer et La Bible (1966) de John Huston.